# Tyrjänjärvi
Tyrjänjärvi är en sjö på finsk-ryska gränsen. Den finländska delen ligger i kommunen Parikkala i landskapet Södra Karelen i Finland. Sjön ligger 70,2 meter över havet. Den är 11 meter djup. Arean är 3,69 kvadratkilometer och strandlinjen är 23,86 kilometer lång. Sjön  ingår i Hiitolanjokis huvudavrinningsområde.   Den ligger omkring 98 km nordöst om Villmanstrand och omkring 300 km nordöst om Helsingfors. 
I sjön finns på den finländska sidan bland andra halvön Lammassaari och öarna Suursaari och Kokkasaari. 